# فرانك ريتشاردسون
فرانك ريتشاردسون (بالفرنسية: Frank Richardson)‏ (و. 1892 – 1913 م) هو ممثل، وممثل أفلام، من الولايات المتحدة الأمريكية، ولد في مدينة نيويورك، توفي عن عمر يناهز 21 عاماً.

## وصلات خارجية
- فرانك ريتشاردسون على موقع IMDb (الإنجليزية)